# 新喜楽
新喜楽（しんきらく）は、東京都中央区築地4丁目に所在する料亭。「日本三大料亭」および「日本二大料理屋」の一つに数えられている。

## 歴史
1875年（明治8年）、伊藤きんが日本橋茅場町に「喜楽」の屋号で創業。その後、1898年（明治31年）に、当時大隈重信邸跡地だった現在地に店舗を移転、屋号を「新喜楽」に改める。
1917年（大正6年）、伊藤から女将の座を譲受した木村さくが2代目女将となる。その10年後の1923年（大正12年）、関東大震災に見舞われ建物を焼失。震災後に店は再建されたが、1940年（昭和15年）以降、この再建された店舗建物をベースにして建築家・吉田五十八が設計・改修を重ねていき、現在の店舗の姿を形作った。
木村さくが2代目女将となって以降、現在に至るまで、木村の親族が女将、料理などの肩書きを引き継いできている。

## 特徴
店舗建物自体は銅葺き木造2階建ての新興数寄屋建築。72畳の大広間などを有し、庭には伊藤博文から贈られた漢詩が刻み込まれた石碑が置かれている。
店の初志として「支店を出さない」、「宣伝をしない」、「毎日が開店日（初心忘るべからず）」、「無言のおもてなし」を掲げている。また、口の堅さでも定評があり、政財界人や文化人の利用が多い。

### 著名人の利用実例
伊藤博文（内閣総理大臣、韓国統監）
初代女将・伊藤きんと姓が同じということから伊藤博文も当料亭を、屋号が「喜楽」だった頃に贔屓にしていた。その博文が韓国に遠征していたとき、きんは博文の許に慰問に訪れた。博文はこれを喜び、きんに漢詩を贈った。この時贈られた漢詩が、先に記した庭に置かれている石碑に刻まれている。
五島慶太（東急創始者）
伊豆の観光開発を目的とする鉄道・バスによる交通アクセス確立に向けて行動を起こしていた五島慶太は、1956年（昭和31年）、国鉄伊東線の終点・伊東から更に南下して下田（のちの伊豆急下田駅）に至る区間の鉄道敷設免許を「伊東下田電気鉄道」（現・伊豆急行）名義で申請。これに対し、西武鉄道系列の駿豆鉄道（現・伊豆箱根鉄道）が翌1957年（昭和32年）に同様の鉄道敷設免許を申請、両者の競願となったため、公聴会が開かれることになった。この公聴会には五島慶太の長男・昇らが出席、父・慶太は当料亭に陣取って昇から公聴会の内容などの報告を受け、指示を出したりしていた。最終的に1959年（昭和34年）、東急系列の伊東下田電気鉄道に鉄道敷設免許が下りた《伊豆戦争》。
佐藤栄作（内閣総理大臣）
1974年（昭和49年）秋に「非核三原則」の制定などによりノーベル平和賞を受賞した佐藤栄作は、受賞の翌年1975年（昭和50年）5月19日の夕方当料亭で、政財界人との懇談会「長栄会」を行い、福田赳夫や永野重雄も顔を見せた懇談の場で、佐藤も酒が入りご機嫌だったが、一度立ち上がったあと倒れた。5日後に近くの慈恵医科大学病院に搬送され手術、後頭部の静脈が切れ脳内出血と判明したが、6月3日に息を引き取った。

## 芥川賞・直木賞両選考会の会場として
当料亭は芥川賞・直木賞の両選考会の会場として使用されることでも知られている。例年、1階で芥川賞の選考会が、2階で直木賞の選考会が、それぞれ開かれている。
当初、芥川賞・直木賞の両選考会は別の料亭で開かれていた模様であるが、1955年（昭和30年）頃から習慣的に当料亭が会場として使用されるようになり、1961年（昭和36年）以降は全て当料亭内で開かれるようになった。この理由として、先に記した「口の堅さで定評のある」点が好感されたことも指摘されているが、当料亭が選考会会場として使われ始めた頃に、両賞を主催する日本文学振興会の事務局を擁する文藝春秋が同じく銀座界隈に本社を構えていたことから、その文藝春秋が仕事の上で当料亭を利用していたからでは、という旨の同振興会事務局長による話も伝えられている。

## 交通アクセス
現住所「〒104-0045　東京都中央区築地4-6-7」。
- 地下鉄（東京メトロ・都営地下鉄）
  - 築地市場駅（大江戸線）：A1番出口より徒歩約3～4分
  - 築地駅（日比谷線）：2番出口より徒歩約3～6分
  - 東銀座駅（浅草線・日比谷線）：6番出口より徒歩約5～6分
  - 新富町駅（有楽町線）：4番出口より徒歩約9分
- 都営バス
  - 「築地3丁目」停留所（業10系統）：徒歩約2分
  - 「築地駅」停留所（錦11系統）：徒歩約4分
  - 「国立がんセンター前」停留所（市01系統）：徒歩約4分

## 周辺スポット
- 築地本願寺
- 国立がん研究センター
- 東京都中央卸売市場築地市場
- 朝日新聞東京本社
- 東京国税局
- 東劇ビル（東劇）
- 銀座松竹スクエア